# Seguí (Argentine)
Pour les articles homonymes, voir Seguí.
Seguí est une localité rurale argentine située dans le département de Paraná et dans la province d'Entre Ríos.

## Toponymie
Le 1er septembre 1907, la première locomotive est passée par Seguí, cette date est donc considérée comme la date de fondation. Son nom a été donné en hommage à l'avocat Juan Francisco Seguí (fils).
La municipalité a été créée par le décret no 22/1948 du 8 janvier 1948, assumant ses premières autorités le 1er mai de la même année.

## Attractions
L'Expo Seguí a été organisée par la communauté éducative de l'école d'enseignement technique no 68 Profesor Facundo Arce, de 1996 à 2014 sans interruption, mettant dans le même lieu les représentants de l'éducation, du travail et de la production de la région. Elle a rassemblé plus de deux cents PME exposantes de nombreux secteurs, avec un accent particulier sur le commerce et l'industrie et les services de l'agriculture et de l'élevage.

## Religion
| Archidiocèse | Paraná                      |
| ------------ | --------------------------- |
| Paroisse     | Nuestra Señora de la Merced |